# Х
X, Хx (‘cha’) – litera podstawowej cyrylicy używana w języku białoruskim, w języku rosyjskim, w języku ukraińskim oraz języku serbskim, macedońskim, bułgarskim i oznaczająca spółgłoskę [x]. W niektórych językach może oznaczać (przed określonymi literami) spółgłoskę palatalizowaną [xʲ]. Pochodzi wprost od greckiej litery Χ.

## Kodowanie
| Znak                   | Х                          | Х                          | х                        | х                        |
| ---------------------- | -------------------------- | -------------------------- | ------------------------ | ------------------------ |
| Nazwa w Unikodzie      | Cyrillic Capital Letter Ha | Cyrillic Capital Letter Ha | Cyrillic Small Letter Ha | Cyrillic Small Letter Ha |
| Kodowanie              | dziesiątkowo               | szesnastkowo               | dziesiątkowo             | szesnastkowo             |
| Unicode                | 1061                       | U+0425                     | 1093                     | U+0445                   |
| UTF-8                  | 208 165                    | d0 a5                      | 209 133                  | d1 85                    |
| Odwołania znakowe SGML | &#1061;                    | &#x0425;                   | &#1093;                  | &#x0445;                 |
| Macintosh Cyrillic     | 149                        | 95                         | 245                      | F5                       |
| ISO 8859-5             | 197                        | C5                         | 229                      | E5                       |
| Windows-1251           | 213                        | D5                         | 245                      | F5                       |
| CP 866                 | 149                        | 95                         | 229                      | E5                       |
| CP 855                 | 182                        | B6                         | 181                      | B5                       |
| KOI8-R i KOI8-U        | 232                        | E8                         | 200                      | C8                       |

## Wariant niewystępujący w Unikodzie
– litera rozszerzonej cyrylicy. Została stworzona przez M. Kułajewa i umieszczona w projekcie alfabetu jego autorstwa, mającego służyć do zapisu języka baszkirskiego. Jej odpowiednikiem w piśmie arabskim była litera ھ‬‬, w projekcie alfabetu łacińskiego z 1924 r. litera H, w alfabecie łacińskim z lat 1930–1940 litera H. Współcześnie wykorzystuje się natomiast literę Һ.
Według stanu z 2019 r. litera nie miała reprezentacji w Unikodzie.